# Corethrogyne filaginifolia
 Corethrogyne filaginifolia   Nutt., 1840 è una specie di piante angiosperme dicotiledoni della famiglia delle Asteraceae, sottofamiglia Asteroideae,  tribù Astereae (North American lineage) e sottotribù Machaerantherinae.  Corethrogyne filaginifolia  è anche l'unica specie del genere  Corethrogyne  DC., 1836.

## Etimologia
Il nome generico (Corethrogyne) deriva dal greco "korethron" (= ginestra) e "gyne" (= femminile), e fa riferimento alle appendici del ramo dello stile.  L'epiteto specifico ( filaginifolia ) indica che le foglie di questa pianta sono simili a quelle delle specie del genere Filago (fa riferimento ai fili bianchi e lanosi sulla superficie fogliare).
Il nome scientifico della specie è stato definito dal botanico Thomas Nuttall (1786-1859) nella pubblicazione " Transactions of the American Philosophical Society Held at Philadelphia for Promoting useful Knowledge. Philadelphia" ( Trans. Amer. Philos. Soc. ser. 2, 7: 290) del 1840. Il nome scientifico del genere è stato definito dal botanico Augustin Pyramus de Candolle (1778-1841) nella pubblicazione " Prodromus Systematis Naturalis Regni Vegetabilis ... (DC.)" (  Prodr. [A. P. de Candolle] 5: 215) del 1836.

## Descrizione

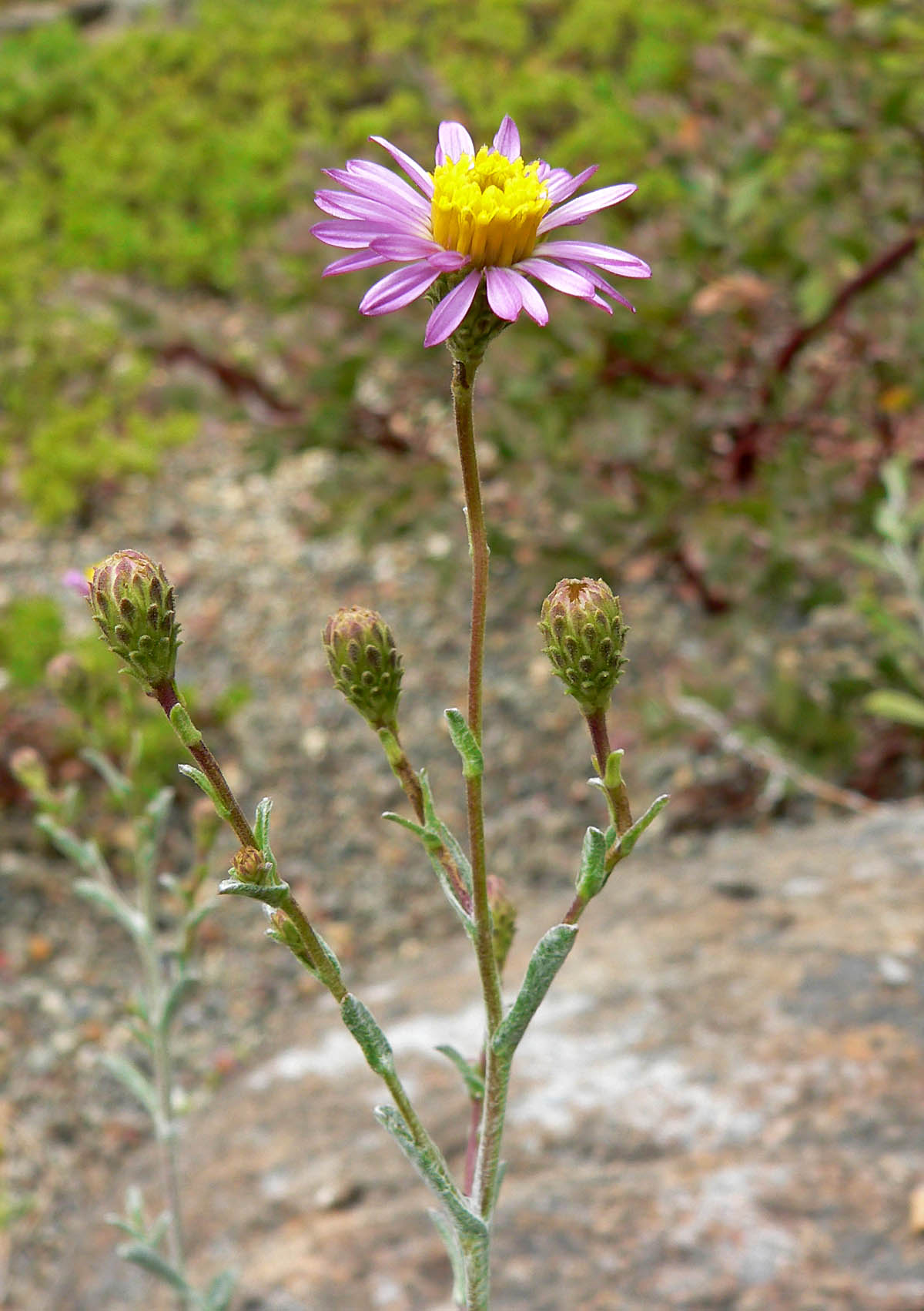
Il portamento

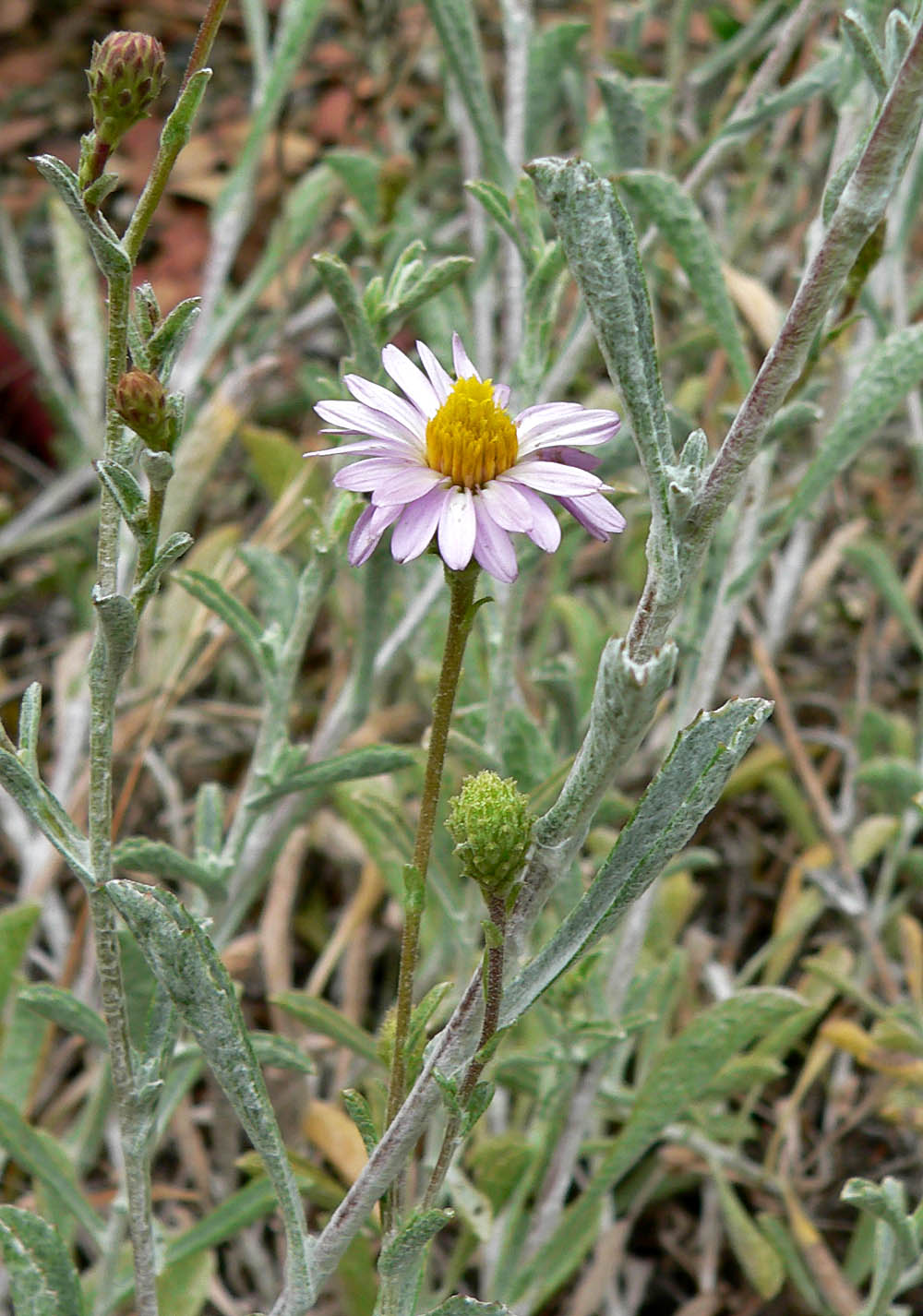
Le foglie

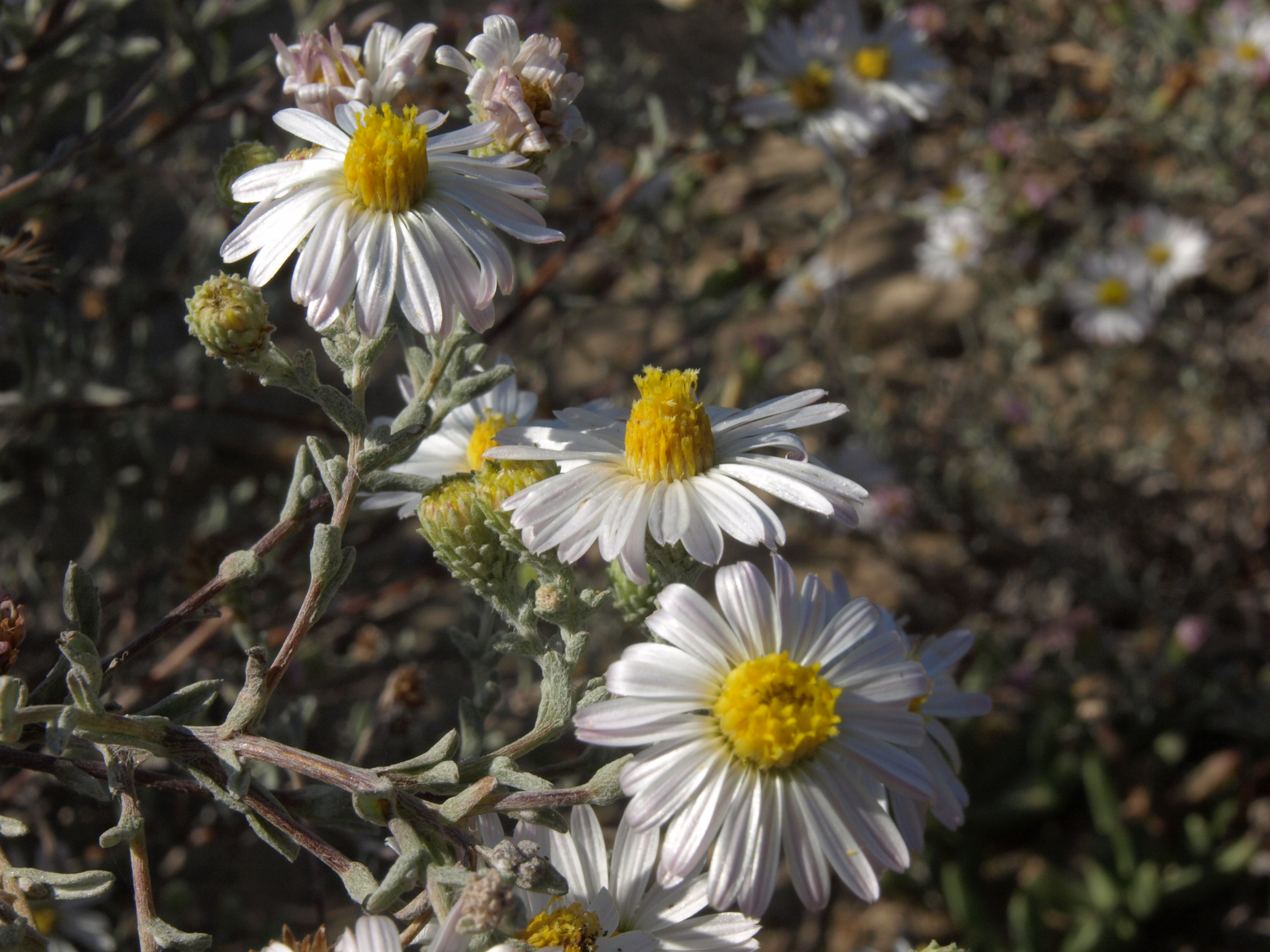
Infiorescenza

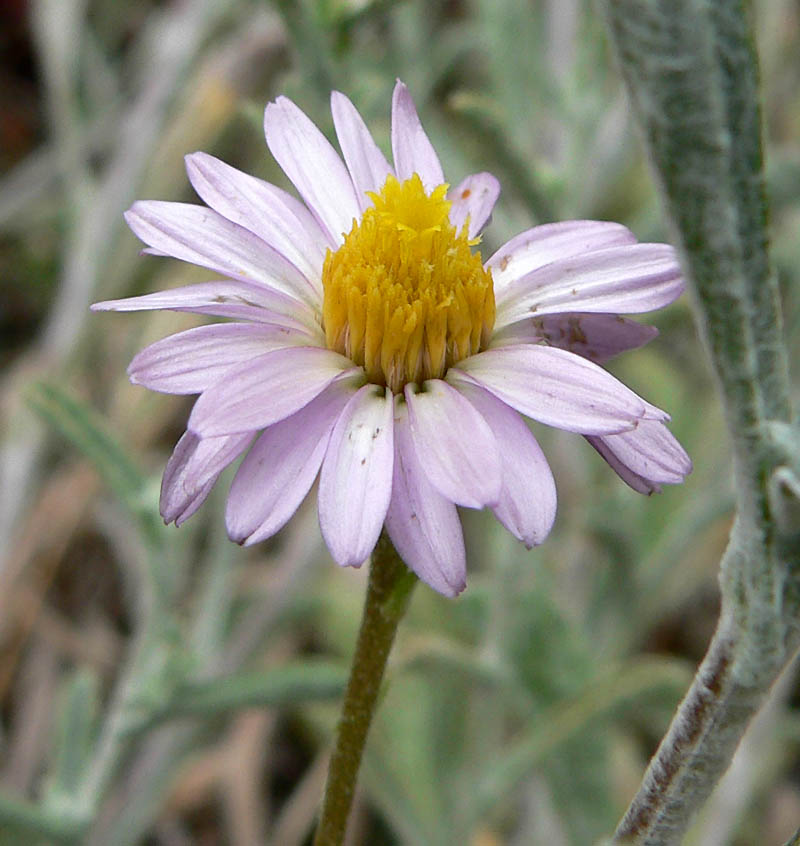
I fiori

Portamento. La specie di questa voce ha un habitus di tipo erbaceo perenne (anche subarbustivo). Le superfici di queste piante variano da glabre a tomentose fino a stipitato-ghiandolose.
Fusto. La parte aerea varia da decombente ad ascendente o eretta, semplice o ramosa. Le radici sono fitte, eventualmente più o meno legnose e ramificate. Altezza media: 10 - 100 cm.
Foglie. Le foglie, da picciolate a sessili (e decorrenti), lungo il caule sono disposte in modo alternato; la lamina è intera con forme da lineari a obovate o oblanceolate; i bordi sono da continui a dentati; la pagina fogliare può essere glabra. Quelle inferiori sono affollate alla base del fusto. Dimensione delle foglie: 10 - 70 x 3 - 19 mm.
Infiorescenza. Le sinflorescenze sono sia scapose (capolini solitari) che composte da 2 - 20 capolini raccolti in formazioni corimbose o in altro modo. Le infiorescenze vere e proprie sono composte da un capolino terminale peduncolato di tipo radiato con fiori eterogami. I capolini sono formati da un involucro, con forme da emisferiche a turbinate, composto da 30 - 90 brattee, al cui interno un ricettacolo fa da base ai fiori di due tipi: fiori del raggio e fiori del disco. Le brattee, con forme da strettamente lanceolate a lineari, con bordi da cartilaginei a scariosi e a consistenza erbacea (verdi all'apice), sono disposte in modo più o meno embricato e scalato su 3 - 9 serie. Il ricettacolo (senza pagliette) bucherellato a protezione della base dei fiori ha delle forme convesse. Dimensione degli involucri: 6 - 14 x 3 - 10 mm.
Fiori.  I fiori sono tetra-ciclici (formati cioè da 4 verticilli: calice – corolla – androceo – gineceo) e pentameri (calice e corolla formati da 5 elementi). Si distinguono in:
- fiori del raggio (esterni): da 10 a 40 per capolino, sono femminili (ma sterili) e sono disposti su una serie; la forma è ligulata (zigomorfa);
- fiori del disco (centrali): sono più numerosi (da 12 a 120) con forme brevemente tubulose (attinomorfe); sono ermafroditi.

- Formula fiorale:

*/x K {\displaystyle \infty }, [C (5), A (5)], G 2 (infero), achenio
- Calice: i sepali del calice sono ridotti ad una coroncina di squame.

- Corolla: 
  - fiori del raggio: la forma della corolla alla base è più o meno tubulosa-imbutiforme, mentre all'apice è ligulata; la ligula, diritta o contorta, può terminare con alcuni denti; il colore è bianco, rosa o blu;
  - fiori del disco: la forma è lungamente tubulare bruscamente divaricata in 5 lobi; i lobi, patenti o eretti, hanno una forma strettamente triangolare; il colore è giallo.

- Androceo: l'androceo è formato da 5 stami sorretti da filamenti generalmente liberi; gli stami sono connati e formano un manicotto circondante lo stilo; le teche (produttrici del polline) alla base sono troncate e sono lievemente auricolate (molto raramente sono speronate o hanno una coda); le appendici apicali delle antere hanno delle forme piatte e lanceolate; il tessuto endoteciale (rivestimento interno dell'antera) è quasi sempre polarizzato (con due superfici distinte: una verso l'esterno e una verso l'interno). Il polline è sferico con un diametro medio di circa 25 micron;  è tricolporato (con tre aperture sia di tipo a fessura che tipo isodiametrica o poro) ed è echinato (con punte sporgenti).

- Gineceo: l'ovario è infero uniloculare formato da 2 carpelli. Lo stilo (il recettore del polline) è profondamente bifido (con due stigmi divergenti) e con le linee stigmatiche marginali separate. I due bracci dello stilo hanno una forma da deltoide a ovata e possono essere papillosi o ricoperti da ciuffi di peli.

Frutti. I frutti sono degli acheni con pappo: il corpo, con 5 - 8 nervature longitudinali, ha la forma affusolata e compressa e superficie strigosa-sericea. Le setole del pappo, da 35 a 65, da brunastre a rossastre, sono disuguali, barbate, grossolane e disposte su 1 – 2 serie. Lunghezza degli acheni: 2 - 5 mm.

## Biologia
Impollinazione: tramite insetti (impollinazione entomogama tramite farfalle diurne e notturne).

Riproduzione: la fecondazione avviene fondamentalmente tramite l'impollinazione dei fiori.

Dispersione: i semi cadono a terra e vengono dispersi soprattutto da insetti come formiche (disseminazione mirmecoria). Un altro tipo di dispersione è zoocoria: gli uncini delle brattee dell'involucro (se presenti) si agganciano ai peli degli animali di passaggio che portano così i semi anche su lunghe distanze. Inoltre per merito del pappo il vento può trasportare i semi anche per alcuni chilometri (disseminazione anemocora).

## Distribuzione e habitat
La specie di questa voce è distribuita negli U.S.A. e Messico (costa pacifica).

## Sistematica
La famiglia di appartenenza di questa voce (Asteraceae o Compositae, nomen conservandum) probabilmente originaria del Sud America, è la più numerosa del mondo vegetale, comprende oltre 23.000 specie distribuite su 1.535 generi, oppure 22.750 specie e 1.530 generi secondo altre fonti (una delle checklist più aggiornata elenca fino a 1.679 generi). La famiglia attualmente (2021) è divisa in 16 sottofamiglie; la sottofamiglia Asteroideae è una di queste e rappresenta l'evoluzione più recente di tutta la famiglia.

### Filogenesi
La tribù Astereae (una delle 21 tribù della sottofamiglia Asteroideae) comprende circa 40 sottotribù. In base alle ultime ricerche nella tribù sono stati individuati (provvisoriamente) 5 principali lignaggi:
- Basal grade: include alcuni generi isolati, il gruppo "South American-Oceania",  alcune sottotribù africane e il gruppo dei generi legnosi del Madagascar.
- Bellis lineage: comprende le sottotribù eurasiatiche e una sottotribù africana.
- Aster lineage: include i generi asiatici di Asterinae e i principali gruppi dell'Australia e dell'Oceania.
- Baccharis lineage: include alcuni gruppi sudamericani.
- North American lineage: include la vasta gamma di sottotribù del Nordamerica, Messico e alcuni gruppi distribuiti nel Sudamerica.

Il genere  Corethrogyne  (insieme alla sottotribù Machaerantherinae) è incluso nel lignaggio "North American lineage". Attualmente la sottotribù è suddivisa in 5 gruppi informali: Basal grade - Machaeranthera group - Haplopappus group - Xanthocephalum group - Lessingia group. Questo genere si trova nel "Lessingia group". In particolare questo genere insieme al genere Lessingia forma un gruppo fratello.
I caratteri distintivi della specie  Corethrogyne filaginifolia  sono:
- l'indumento dei gambi e delle foglie è tomentoso (in modo denso o sparso);
- i fiori del raggio non sono fertili ed hanno le corolle colorate di bianco, blu o rosa;
- i fiori del disco sono ermafroditi (con androceo e gineceo).

Il numero cromosomico delle specie di questo genere è: 2n = 10.

### Sinonimi
Sono elencati alcuni sinonimi per questa entità:
- Aster filaginifolius Hook. & Arn.
- Corethrogyne californica var. filaginifolia  (Hook. & Arn.) Kuntze
- Lessingia filaginifolia  (Hook. & Arn.) M.A.Lane